# Caenopangonia
Caenopangonia (лат.) — род слепней из подсемейства Pangoniinae, распространённый в Южной Америке.

## Внешнее строение
Тело имаго длиной от 9 до 14 мм. Глаза голые и у обоих полов глаза разделены лбом. Все фасетки одинакового размера. Лоб в профиль выпуклый почти квадратный. Темя с тремя простыми глазками. Поперечная борозда между лбом и лобным треугольником отсутствует. Усики заострённые, обычно состоят из 6-8 видимых члеников. Первый членик крупнее остальных. Хоботок относительно длинный, с мясистыми лопастями. Крылья удлиненные и с тёмными пятнами на поперечных жилках. Самки от самцов отличаются только по строению последних сегментов брюшка.

## Экология
Имаго Caenopangonia brevirostris отмечены как опылители цветковых растений.

## Систематика
Род был описан немецким энтомологом Отто Крёбером в 1930 году. В 1955 году Иэн Маккеррас свёл Caenopangonia в синонимы рода Mycteromyia и отнёс представителей к трибе Scionini. В 1979 году Сиксто Коскароном и Корнелиусом Филиппом выделена триба Mycteromyiini, в которую были включены роды Mycteromyia, Promycteromyia и Silvestriellus, род Caenopangonia восстановлен и перенесён в трибу Scionini. Систематика трибы Scionini была пересмотрена в 2014 году Брайаном Лессардом и род Caenopangonia он отнёс к трибе Mycteromyiini. Некоторые авторы по-прежнему рассматривают род в трибе Scionini. В мировой фауне пять видов.
- Caenopangonia aspera (Philip, 1958)
- Caenopangonia brevirostris (Philippi, 1865)
- Caenopangonia cerdai Krolow, Henriques & González, 2016
- Caenopangonia coscaroni Krolow, Henriques & González, 2016
- Caenopangonia hirtipalpis (Bigot, 1892)

## Распространение
Представители рода встречаются на юго-западе Аргентины (провинция Неукен), в центральных и южных частях Чили.